# Campeonato Cearense de Futebol de 2019 - Série B
O Campeonato Cearense de Futebol de 2019 - Série B (oficialmente, Campeonato Cearense da Série B 2019) foi a 27ª edição do torneio, organizado pela Federação Cearense de Futebol.
Em 24 de janeiro de 2019 a Federação Cearense de Futebol, em seu Conselho Técnico, definiu os participantes do torneio. Caucaia, Esporte Limoeiro, Icasa, Maracanã, Pacajus e União são equipes remanescentes da competição do ano passado. Maranguape e Tiradentes foram rebaixados da Série A 2018, enquanto Campo Grande e Crato ascenderam da Série C 2018 do Estadual.

## Regulamento
O Campeonato será disputado em quatro fases: Primeira Fase, Quartas de Finais, Semifinais e Final. 
Na Primeira Fase, os 10 (dez) clubes serão divididos em dois grupos de cinco equipes, definidos pelo critério geográfico. Os clubes jogarão entre si dentro do grupo, em partidas de ida e volta, totalizando 8 partidas para cada clube, classificando-se os quatro primeiros colocados de cada grupo para as quartas de finais. Em contrapartida, o último colocado de cada grupo descenderá para a Série C 2020. Em caso de empate em pontos ganhos entre dois ou mais clubes ao final da Primeira Fase, o desempate, para efeito de classificação, será efetuado observando-se os critérios abaixo: 
1. Maior número de vitórias;
2. Maior saldo de gols;
3. Maior número de gols pró;
4. Confronto direto (entre dois clubes somente);
5. Sorteio.

Nas Quartas de Finais, os oito clubes qualificados jogarão ida e volta, com mando de campo do segundo jogo para o clube com melhor colocação na Primeira Fase, nos seguintes grupos:
- GRUPO C: 1° Colocado do Grupo A x 4° Colocado do Grupo B
- GRUPO D: 2° Colocado do Grupo A x 3° Colocado do Grupo B
- GRUPO E: 1° Colocado do Grupo B x 4° Colocado do Grupo A
- GRUPO F: 2° Colocado do Grupo B x 3° Colocado do Grupo A

Em caso de empate em pontos e saldo de gols ao final da segunda partida, a equipe com melhor colocação na Primeira Fase estará classificada.
Nas Semifinais, os quatro clubes qualificados jogarão ida e volta, com mando de campo do segundo jogo para o clube com melhor campanha somando a Primeira Fase e Quartas de Finais, nos seguintes grupos: 
- GRUPO G: Classificado do Grupo C x Classificado do Grupo F
- GRUPO H: Classificado do Grupo D x Classificado do Grupo E

Em caso de empate em pontos e saldo de gols ao final da segunda partida, o clube com melhor campanha somando a Primeira Fase e Quartas de Finais estará classificado
Na Final, os clubes vencedores do confronto semifinal jogarão em partida única com mando de campo para o clube com melhor campanha somando a Primeira Fase, Quartas de Finais e Semifinais. Em caso de empate, haverá disputa de pênaltis para decidir o campeão.
O campeão e vice-campeão garantem vaga na Série A 2020.

## Participantes
| Equipe           | Cidade            | Em 2018       | Estádio (capacidade) | Títulos            |
| ---------------- | ----------------- | ------------- | -------------------- | ------------------ |
| Campo Grande     | Juazeiro do Norte | 1° (Série C)  | Romeirão (10.000)    | 0 (não possui)     |
| Caucaia          | Caucaia           | 3º (Série B)  | Raimundão (10.000)   | 0 (não possui)     |
| Crato            | Crato             | 2° (Série C)  | Mirandão (10.000)    | 0 (não possui)     |
| Esporte Limoeiro | Limoeiro do Norte | 8° (Série B)  | Bandeirão (5.000)    | 1 (em 1994)        |
| Icasa            | Juazeiro do Norte | 4º (Série B)  | Romeirão (10.000)    | 2 (último em 2010) |
| Maracanã         | Maracanaú         | 7º (Série B)  | Domingão (10.500)    | 1 (em 2012)        |
| Maranguape       | Maranguape        | 10° (Série A) | Domingão (10.400)    | 0 (não possui)     |
| Pacajus          | Pacajus           | 5º (Série B)  | Assisão (2.000)      | 0 (não possui)     |
| Tiradentes       | Fortaleza         | 9º (Série A)  | Castelão (63.903)    | 2 (último em 2015) |
| União            | Fortaleza         | 6° (Série B)  | Castelão (63.903)    | 0 (não possui)     |

## Primeira Fase

### Grupo A
| Classificação | Classificação | Classificação | Classificação | Classificação | Classificação | Classificação | Classificação | Classificação | Classificação | Classificação | Classificação |
| Pos           | Times         | Pts           | J             | V             | E             | D             | GP            | GC            | SG            | %             | PM            |
| ------------- | ------------- | ------------- | ------------- | ------------- | ------------- | ------------- | ------------- | ------------- | ------------- | ------------- | ------------- |
| 1             | Caucaia       | 21            | 8             | 7             | 0             | 1             | 24            | 6             | +18           | 87            | 21            |
| 2             | Maranguape    | 12            | 8             | 3             | 3             | 2             | 9             | 7             | +2            | 50            | 12            |
| 3             | Tiradentes-CE | 10            | 8             | 3             | 1             | 4             | 9             | 14            | –8            | 41            | 10            |
| 4             | União         | 8             | 8             | 2             | 2             | 4             | 11            | 13            | -2            | 33            | 8             |
| 5             | Maracanã-CE   | 5             | 8             | 1             | 2             | 5             | 2             | 15            | –13           | 20            | 5             |

|  |                                        |
|  | Classificados para as Quartas de Final |
|  | Rebaixado para a Série C               |

| Caucaia       | —   | 4–1 | 2-0 | 2–1 | 5-3 |
| Maracanã-CE   | 0-6 | —   | 0–1 | 0-1 | 0-0 |
| Maranguape    | 1–0 | 0-0 | —   | 2–2 | 1–2 |
| Tiradentes-CE | 0-2 | 3–0 | 0-3 | —   | 0–4 |
| União-CE      | 0–3 | 0-1 | 1-1 | 1-2 | —   |

| Legenda: Vitória do mandante — Vitória do visitante — Empate Em vermelho os jogos da próxima rodada; Em negrito os jogos "clássicos". |

### Grupo B
| Classificação | Classificação    | Classificação | Classificação | Classificação | Classificação | Classificação | Classificação | Classificação | Classificação | Classificação | Classificação |
| Pos           | Times            | Pts           | J             | V             | E             | D             | GP            | GC            | SG            | %             | PM            |
| ------------- | ---------------- | ------------- | ------------- | ------------- | ------------- | ------------- | ------------- | ------------- | ------------- | ------------- | ------------- |
| 1             | Pacajus          | 18            | 8             | 5             | 3             | 0             | 11            | 3             | +8            | 75            | 18            |
| 2             | Crato            | 13            | 8             | 4             | 1             | 3             | 7             | 5             | +2            | 54            | 13            |
| 3             | Campo Grande-CE  | 11            | 8             | 3             | 2             | 3             | 14            | 8             | +6            | 45            | 11            |
| 4             | Icasa            | 9             | 8             | 2             | 3             | 2             | 7             | 11            | –4            | 37            | 9             |
| 5             | Esporte Limoeiro | 3             | 8             | 0             | 3             | 5             | 3             | 17            | –14           | 12            | 3             |

|  |                                        |
|  | Classificados para as Quartas de Final |
|  | Rebaixado para a Série C               |

| Campo Grande-CE  | —   | 3-1 | 7–0 | 0–0 | 0-1 |
| Crato            | 2–0 | —   | 1-0 | 0-1 | 0–0 |
| Esporte Limoeiro | 0-2 | 0–2 | —   | 1–1 | 1-1 |
| Icasa            | 2-2 | 0–1 | 2-0 | —   | 1–2 |
| Pacajus          | 2–0 | 1-0 | 1–1 | 2-0 | —   |

| Legenda: Vitória do mandante — Vitória do visitante — Empate Em vermelho os jogos da próxima rodada; Em negrito os jogos "clássicos". |

### Desempenho por Rodada
Clubes que lideraram ao final de cada rodada:
GRUPO A
| 1   | 2   | 3   | 4   | 5   | 6   | 7   | 8   | 9   | 10  |
| UNI | MAR | MAR | MAR | CAU | CAU | CAU | CAU | CAU | CAU |

GRUPO B
| 1   | 2   | 3   | 4   | 5   | 6   | 7   | 8   | 9   | 10  |
| CRA | CRA | PAC | PAC | CRA | CRA | PAC | PAC | PAC | PAC |

Clubes que ficaram na última posição ao final de cada rodada:
GRUPO A
| 1   | 2   | 3   | 4   | 5   | 6   | 7   | 8   | 9   | 10  |
| TIR | TIR | TIR | TIR | MCN | MCN | MCN | MCN | MCN | MCN |

GRUPO B
| 1   | 2 | 3 | 4 | 5 | 6 | 7 | 8 | 9 | 10 |
| LIM |   |   |   |   |   |   |   |   |    |

## Fase final
Em itálico, os times que possuem o mando de campo no primeiro jogo do confronto e em negrito os times classificados.
|  | Quartas-de-final        | Quartas-de-final        | Quartas-de-final        | Quartas-de-final        |   |         | Semifinais      | Semifinais      | Semifinais      | Semifinais      |  |  | Final       | Final       | Final       | Final       |
|  | 25 de maio a 2 de junho | 25 de maio a 2 de junho | 25 de maio a 2 de junho | 25 de maio a 2 de junho |   |         | 8 e 16 de junho | 8 e 16 de junho | 8 e 16 de junho | 8 e 16 de junho |  |  | 20 de junho | 20 de junho | 20 de junho | 20 de junho |
|  |                         |                         |                         |                         |   |         |                 |                 |                 |                 |  |  |             |             |             |             |
|  | Caucaia                 | 1                       | 4                       | 5                       |   |         |                 |                 |                 |                 |  |  |             |             |             |             |
|  | Icasa                   | 1                       | 2                       | 3                       |   |         |                 |                 |                 |                 |  |  |             |             |             |             |
|  | Icasa                   | 1                       | 2                       | 3                       |   | Caucaia | 0               | 2               | 2               |                 |  |  |             |             |             |             |
|  |                         |                         |                         |                         |   | Caucaia | 0               | 2               | 2               |                 |  |  |             |             |             |             |
|  |                         | Crato                   | 2                       | 0                       | 2 |         |                 |                 |                 |                 |  |  |             |             |             |             |
|  | Crato                   | Crato                   | 2                       | 0                       | 2 | 6       | 2               | 8               |                 |                 |  |  |             |             |             |             |
|  | Crato                   |                         |                         |                         |   | 6       | 2               | 8               |                 |                 |  |  |             |             |             |             |
|  | Tiradentes-CE           | 0                       | 1                       | 1                       |   |         |                 |                 |                 |                 |  |  |             |             |             |             |
|  |                         |                         |                         |                         |   |         |                 |                 |                 |                 |  |  | Caucaia     | 3           |             |             |
|  |                         |                         | Pacajus                 | 0                       |   |         |                 |                 |                 |                 |  |  |             |             |             |             |
|  | Pacajus                 | 1                       | 1                       | 2                       |   |         |                 |                 |                 |                 |  |  |             |             |             |             |
|  | União                   | 0                       | 1                       | 1                       |   |         |                 |                 |                 |                 |  |  |             |             |             |             |
|  | União                   | 0                       | 1                       | 1                       |   | Pacajus | 0               | 1               | 1               |                 |  |  |             |             |             |             |
|  |                         |                         |                         |                         |   | Pacajus | 0               | 1               | 1               |                 |  |  |             |             |             |             |
|  |                         | Maranguape              | 0                       | 1                       | 1 |         |                 |                 |                 |                 |  |  |             |             |             |             |
|  | Maranguape              | Maranguape              | 0                       | 1                       | 1 | 3       | 2               | 5               |                 |                 |  |  |             |             |             |             |
|  | Maranguape              |                         |                         |                         |   | 3       | 2               | 5               |                 |                 |  |  |             |             |             |             |
|  | Campo Grande-CE         | 4                       | 1                       | 5                       |   |         |                 |                 |                 |                 |  |  |             |             |             |             |

## Classificação Geral
|  |                                   |
|  | Classificados para a Série A 2020 |
|  | Eliminados na semi final          |
|  | Eliminados nas quartas de finais  |
|  | Rebaixados para a Série C 2020    |

## Premiação
| Campeão Cearense 2019 - Série B |
| ------------------------------- |
| Caucaia Campeão (1° título)     |